# Вейсел Карані — Акшемсеттін (станція метро)
41°04′47″ пн. ш. 28°55′41″ сх. д. / 41.07964° пн. ш. 28.92819° сх. д.
Вейсел Карані - Акшемсеттін (тур. Veysel Karani - Akşemsettin) — метростанція на лінії М7 Стамбульського метро.
Станцію було відкрито 28 жовтня 2020

Розташування: станція розташована під бульваром Ататюрка, у мікрорайоні Акшемсеттін, району Еюпсултан.
Конструкція: колонна трипрогінна станція мілкого закладення типу горизонтальний ліфт з однією острівною прямою платформою.
Пересадки
- Автобуси: 36T, 39, 39A, 39D, 39K, 39O, 39Y, 47, 47E, 47K, 47L, 47N, 48A, 48E, 49, 49A, 49K, 49T, 49Y, 94Y, 99, 99Y
- Маршрутки: Гюзелтепе-Істоч, Аксарай-Гюзелтепе, Аксарай-Карайоллари Махаллесі, Шишхане-Юнус Емре Махаллесі, Шишлі-Юнус Емре Махаллесі, Аксарай-Віаланд, Аксарай-Імар Блоклари, Шишхане-Віаланд, Шишхане-Імар Блоклари, Шишлі-Виаланд, Шишлі - Імар Блоклари

| Попередня станція              | Лінія | Лінія                           | Лінія | Наступна станція       |
| ------------------------------ | ----- | ------------------------------- | ----- | ---------------------- |
| Чирчир до Шишлі — Меджидієкьой |       | M7 (Стамбульський метрополітен) |       | Ешилпинар до Махмутбей |